# Saul Leiter
Saul Leiter ( 3 de diciembre de 1923 - 26 de noviembre de 2013) fue un fotógrafo y pintor norteamericano cuyos primeros trabajos en los años 1940 y 1950 permitieron incluirle como integrante de la Escuela de Fotografía de Nueva York. Su obra en los géneros de fotografía callejera y de modas se considera que aportaba innovación en la estética formal, aunque tuvo un reconocimiento tardío. Se puede encontrar su trabajo en diversas colecciones públicas y privadas.

## Vida y Obra
Leiter nació en Pittsburgh, Pennsylvania. Su padre fue un reconocido maestro del Talmud y el mismo Saul estudió para convertirse en Rabbi. Su madre le regaló su primera cámara cuando tenía 12 años. A los 23, y habiendo desarrollado un temprano interés en la pintura decide dejar sus estudios de teología mudándose a la ciudad de Nueva York para convertirse en artista.  
Leiter tuvo la suerte de conocer al pintor de la escuela expresionista abstracta,  Richard Pousette-Dart. Fue este último junto al fotógrafo W. Eugene Smith  quienes animaron a Leiter a continuar por el camino de la fotografía.
En 1948 comenzó a tomar fotografías a color. Su trabajo como fotógrafo de modas a lo largo de 20 años fue publicado por diversos medios gráficos importantes como Show, Elle, British Vogue, Queen, y Nova.